# Rocket League
Rocket League è un videogioco di calcio del 2015, sviluppato e pubblicato da Psyonix Studios per PlayStation 4, PlayStation 5, Xbox One, Xbox Series X/S, Microsoft Windows e Nintendo Switch. Dal 23 settembre 2020 è diventato free-to-play per tutte le piattaforme e aggiunto anche nel launcher di Epic Games. Si tratta del sequel di Supersonic Acrobatic Rocket-Powered Battle-Cars (2008). Nel 2021 è stata pubblicata la versione mobile chiamata Rocket League Sideswipe.

## Modalità di gioco
Il giocatore controllerà un'auto, detta Battle-Car, in un campo rettangolare con due porte ai lati più piccoli. Sono presenti due squadre (Arancione e Blu) composte da 1 fino a 4 giocatori. Lo scopo del gioco è di mandare il maggior numero di palle nella porta avversaria facendo goal. La squadra che in 5 minuti avrà segnato più gol vincerà la partita. In caso di pareggio alla fine del tempo regolamentare, si ricorrerà al golden goal in un tempo supplementare, ovvero un tempo illimitato in cui il primo goal segnato vale la vittoria della propria squadra e la fine dell'incontro. Guidando sopra a dei cerchi gialli sparsi simmetricamente all'interno del campo di gioco è possibile ottenere circa un ottavo di turbo (12), mentre guidando sopra a delle sfere negli angoli ed in mezzeria laterale del campo di gioco è possibile ottenere la ricarica completa del turbo (100). Questo serve ad aumentare la velocità dell'auto del giocatore se utilizzato a terra, mentre se utilizzato in aria (grazie ad un salto) serve a sferrare colpi aerei più potenti rispetto a quelli sferrati grazie ad un semplice balzo. La quantità di turbo acquisita è presente nell'apposito indicatore posto nell'angolo in basso a destra sulla schermata di gioco. Se i server online dopo qualche secondo non trovano nessun giocatore da inserire nella partita, vengono automaticamente inseriti uno o più bot sostitutivi che si adeguano all'esperienza dei giocatori già presenti in gioco, ma solo se la partita non è valida per il ranking ufficiale di Rocket League, altrimenti il gioco annulla l'incontro per mancanza di partecipanti, per non favorire una delle due squadre. 
Ca-R-lcio (Soccar)
Nella modalità "Ca-R-lcio" ("Soccar" nella versione inglese), su un campo da calcio, o varianti grafiche, le due squadre, composte da 1, 2, 3 o 4 giocatori ciascuna, dovranno segnare un numero di goal maggiore degli avversari nella porta di questi ultimi, utilizzando un classico pallone sferico.
Snowday
La modalità Snowday trasporta le auto dei giocatori su un campo di hockey su ghiaccio dove, al posto del classico pallone sferico, le due squadre, composte da 3 giocatori ciascuna, dovranno raggiungere l'obiettivo utilizzando proprio un disco da hockey; i movimenti e la velocità del disco sono notevolmente diversi rispetto al classico pallone sferico per la sua forma e per il ghiaccio su cui scivola.
Hoops
La modalità Hoops trasporta le auto dei giocatori in un classico campo da pallacanestro dove le due squadre, composte da 2 giocatori ciascuna, dovranno riuscire a segnare quanti più canestri possibili nel cesto avversario.
Rumble
La modalità Rumble ("Rissa", nella versione italiana) è una modalità Ca-R-lcio in cui ai giocatori vengono assegnati poteri speciali casuali con cui intervenire drasticamente sull'esito di un'azione o sul comportamento di un avversario.
Dropshot
Aggiunta con l'aggiornamento nei primi mesi del 2017. La partita si svolge in una arena di gioco ottagonale, il cui pavimento è suddiviso in pannelli, che vengono distrutti quando colpiti dal pallone. I giocatori devono distruggere il pavimento della metà campo avversaria al fine di farvi "cadere" il pallone fuori dall'arena.
Tornei
Dopo l’aggiunta dei Free to Play, vengono aggiunti anche i tornei. Vengono aggiunti solo i tornei 3v3, fino alla stagione 4 dove vengono aggiunti i tornei 2v2.
In base alla classificazione del giocatore, viene associato più o meno ad una lobby con altri giocatori simili alla loro classificazione.
Con la stagione 4 vengono aggiunti anche i tornei delle modalità speciali, senza però influire sulla classificazione del giocatore.

### Competitivo
Il gioco presenta anche una modalità competitiva, che segue le regole di gioco base e attribuisce al giocatore un grado per ciascuna delle modalità di gioco (1v1, 2v2, 3v3). Dopo che si giocano le prime 10 partite per classificarsi si arriva a uno di questi 9 gradi in base alla propria bravura , essi sono rispettivamente: Bronzo, Argento, Oro, Platino, Diamante, Campione, Grande Campione e Leggenda Supersonica.

### Modalità a tempo
Corsa sulle punte
Aggiunta nell'aggiornamento estivo 2019 "Radical summer" e riproposto agli inizi di aprile 2020.
La modalità rispecchia le regole del gioco normale con alcune particolarità che la differenziano: qualche secondo dopo che un giocatore effettua il primo tocco sulla palla, a tutti i giocatori compariranno delle spine sulla propria vettura, permettendo così di appiccicare la palla alla propria vettura quando essa colpisce la palla.
Quando un giocatore prende palla, il turbo si disattiva. Quando un giocatore tocca la palla nonostante essa sia già attaccata a un altro giocatore, essa si attacca all'ultimo che la colpisce.
Cercatore del calore (Heatseeker)
In questa modalità, solitamente in squadre composte da 2 o 3 giocatori, la palla, dopo essere stata colpita, si dirigerà automaticamente fino alla porta avversaria; ogni colpo la renderà più veloce, e quindi più difficile da prendere. La palla presenta una scia luminosa che la rende simile ad uno spettro (è stata infatti usata per simulare un fantasma durante l'evento HAUNTED HALLOWS, risalente a ottobre-novembre del 2020, colorandola di verde e rosa).
Demone della velocità
In questa modalità, aggiunta nell'estate 2021, due squadre da 3 giocatori, questi ultimi avranno la disponibilità di un turbo illimitato e ad ogni tocco colpiranno la palla con più forza rispetto al normale. Inoltre, sarà anche più facile demolire gli avversari.
Knockout
In questa modalità la palla è totalmente assente, e la partita si gioca tutti contro tutti (ogni giocatore gioca per sé, non sono presenti squadre). Sono disponibili 3 mappe   "Carbonio", "Calavera" (la cui forma ricorda un teschio stilizzato) e "Quadron" (4 piattaforme quadrate). La modalità è creata per far scontrare 8 giocatori.
Ogni giocatore ha a disposizione un turbo illimitato , 4 "flick" avanti-indietro e destra-sinistra e 2 salti verso l'alto: ognuno di essi si ricarica quando le ruote della Battle-Car toccano la piattaforma o i suoi lati. Eseguendo una capriola in avanti contro un'altra auto la spingeremo via, impedendole di muoversi per breve tempo; una all'indietro invece ci proteggerà dagli attacchi e potremo respingere l'avversario come se avessimo eseguito un attacco; un flick laterale può essere usato sia per attaccare sia per "intrappolare" una Battle-Car sul tettuccio della nostra auto per poi lanciarla via con forza. 
Ai bordi della mappa sono presenti torri con punte gialle che, se toccate, faranno esplodere la macchina. Ogni giocatore ha 3 vite che possono essere perse scontrandosi contro le punte appena citate,  toccando il "pavimento" sottostante alle piattaforme, non rientrando nella zona sicura per tempo (se si viene lanciati al di fuori di essa da un avversario) oppure colpendo la stessa nella parte finale della partita, presente solo alcune volte, detta "sudden death"

## Sviluppo
Il 22 febbraio 2014, Psyonix conferma il sequel di Supersonic Acrobatic Rocket-Powered Battle-Cars, chiamato Rocket League.
Il gioco è stato reso giocabile in una closed alpha per PC a febbraio 2015, e successivamente in due sessioni di closed beta per PlayStation 4 ad aprile e maggio 2015.
Il 3 giugno 2015, viene ufficializzata la data di lancio al 7 luglio 2015 per PlayStation 4 e PC, e viene rivelato che la macchina di Sweet Tooth (personaggio della serie Twisted Metal) è sbloccabile nel gioco in esclusiva PS4.
A luglio 2015, mese della sua uscita, ha fatto parte della Instant Game Collection del PlayStation Plus in Nord America, Europa e Oceania.
A settembre 2020 il gioco è diventato free-to-play.

## Colonna sonora
La colonna sonora ufficiale di Rocket League è stata pubblicata il 1 luglio 2015 sia in disco che digitale. Essa contiene composizioni originali del sound designer della Psyonix Mike Ault con altre collaborazioni.

### Tracce
1. Rocket League Theme – 1:28 (musica: Mike Ault)
2. Angel Wings (feat. Avianna Acid) – 6:08 (musica: Mike Ault)
3. Darkness – 7:30 (musica: Mike Ault e Christian De La Torre)
4. Flying Forever (feat. Morgan Perry) – 6:05 (musica: Mike Ault)
5. I Can Be (feat. Crysta) – 4:18 (musica: Mike Ault)
6. In My Dreams (feat. Nikki Wilkins) – 6:24 (musica: Mike Ault)
7. Lacuna – 7:10 (musica: Mike Ault)
8. Love Thru the Night (feat. Morgan Perry) – 5:08 (musica: Mike Ault)
9. We Speak Chinese – 4:38 (musica: Mike Ault e Abandoned Carnival)
10. Seeing Whats Next – 3:19 (musica: Hollywood Principle)
11. Whiplash – 7:17 (musica: Hollywood Principle)
12. Theraphy – 3:13 (Conro)
13. Rocket League Throwback Anthem – 1:39 (Adam B. Metal)

## Accoglienza
| Testata        | Versione | Giudizio |
| -------------- | -------- | -------- |
| IGN            | -        | 9,3/10   |
| PC Gamer       | PC       | 87/100   |
| Polygon        | PS4, PC  | 9/10     |
| VideoGamer.com | PS4      | 7/10     |
| Metro          | PS4      | 9/10     |
| Gamestyle      | PC       | 10/10    |
| Shacknews      | PS4      | 8/10     |

La critica, già alla versione beta del gioco, è stata molto positiva. Con i critici che lodano il fatto che sia "coinvolgente e divertente", così come le immagini di gioco "sono molto dettagliate". Dopo E3 2015, il gioco riceve diverse nomination e premi, fra cui il premio come Miglior Gioco Sportivo dell'E3 2015 da PlayStation Universe e il premio come Miglior Gioco Multiplayer dell'E3 2015 da GamingTrend.
Rocket League ha ricevuto generalmente recensioni positive, dove la maggior parte dei revisori lodano la componente multiplayer, definendola divertente, semplice e coinvolgente, definendolo uno dei migliori giochi competitivi degl'ultimi anni. Alcuni utenti hanno però fatto notare che i semplici concetti fondamentali smentiscono la vera profondità del gioco, che nasce da una comprensione sviluppata della fisica e della meccanica di controllo "fluttuante".

### Vendite
L'11 luglio 2015, Psyonix annuncia che sono presenti rispettivamente 120 000 e 100 000 giocatori fissi su PlayStation 4 e Microsoft Windows. Il 14 luglio, Rocket League raggiunge i 2 milioni di download. 3 giorni dopo, il numero raddoppia a 4 milioni.
A fine luglio 2015, il gioco va oltre i 5 milioni di download, con 179 000 giocatori fissi. Psyonix dichiara che non si aspettavano un così rapido successo, il quale è andato ben oltre le loro aspettative.

### Spin-off
Nel 2021 Psyonix ha distribuito uno spin-off per dispositivi mobili, intitolato Rocket League Sideswipe.